# Абітурієнт
Вступни́к, абітуріє́нт (лат. abituriens — той, хто збирається йти) — у більшості країн той, хто закінчив середній навчальний заклад і вступає до вищого навчального закладу; випускник середнього навчального закладу, який одержав атестат зрілості.
В Україні з середини 1950-х років термін використовувався щодо тих, хто претендує на вступ до закладу вищої освіти. Наприклад: Абітурієнтами Національного університету «Києво-Могилянська Академія» (НаУКМА) є особи, допущені приймальною комісією НаУКМА до складання вступних іспитів.
У сучасному українському освітньому законодавстві використовується термін вступник — особа, яка подала заяву про допуск до участі в конкурсі на навчання до закладу вищої освіти.